# Lentillères
Lentillères – miejscowość i gmina we Francji, w regionie Owernia-Rodan-Alpy, w departamencie Ardèche.
Według danych na rok 1990 gminę zamieszkiwało 151 osób, a gęstość zaludnienia wynosiła 17 osób/km² (wśród 2880 gmin regionu Rodan-Alpy Lentillères plasuje się na 1471. miejscu pod względem liczby ludności, natomiast pod względem powierzchni na miejscu 1213.).